# Setaleyrodes litseae
Setaleyrodes litseae là một loài côn trùng cánh nửa trong họ Aleyrodidae, phân họ Aleyrodinae.
Setaleyrodes litseae được David & Sundararaj miêu tả khoa học đầu tiên năm 1991.